# 五院四系
五院四系是指中华人民共和国国内部分法学专业的学院及院系。这几所高校的法律学科在中国法学教育界具有重要地位，对中国法治发展与法治建设具有重大影响。
“五院”分別为：北京政法學院、西南政法學院、華東政法學院、西北政法學院、中南政法學院
“四系”分别为：北京大學法律系、中國人民大學法律系、武漢大學法律系、吉林大學法律系。
然而，現時「五院」均已成為政法大學，「四系」亦已成為法學院，或稱「五校四院」。

## 地位
中华人民共和国成立初期，由中央人民政府统一部署规划，在全国高等学校实行院系调整，使全国各大区建立了北京政法学院、华东政法学院、中南政法学院、西南政法学院、西北政法学院。此外在北京大学、中国人民大学、吉林大学、武汉大学等综合性大学相继设立和恢复了法律系，使中国的法学教育初具规模。

## 沿革
“五院”以及其更名时间如下：
- 北京政法学院 → 中国政法大学（1983年更名）
- 西南政法学院 → 西南政法大学（1995年更名）
- 中南政法学院、中南财经大学合并 → 中南财经政法大学（2000年更名）
- 西北政法学院 → 西北政法大学（2006年更名）
- 华东政法学院 → 华东政法大学（2007年更名）

“四系”以及其改制时间如下：
- 北京大学法律学系 → 北京大学法学院（1999年改制）
- 中国人民大学法律系 → 中国人民大学法学院（1988年改制）
- 武汉大学法律系 → 武汉大学法学院（1986年改制）
- 吉林大学法律系 → 吉林大学法学院（1988年改制）